# Target Practice of Atlantic Fleet, U.S. Navy
Target Practice of Atlantic Fleet, U.S. Navy è un cortometraggio muto del 1912. Non si conosce il nome del regista del film, un documentario prodotto dalla Edison.

## Produzione
Il film fu prodotto dalla Edison Company.

## Distribuzione
Distribuito dalla General Film Company, il film - un cortometraggio di 195 metri - uscì nelle sale cinematografiche degli Stati Uniti il 19 giugno 1912. Nelle proiezioni, veniva programmato con il sistema dello split reel, accorpato in un'unica bobina con un altro cortometraggio prodotto dalla Edison, la commedia Apple Pies.